# Dascălu
Dascălu é uma comuna romena localizada no distrito de Ilfov, na região de Muntênia. A comuna possui uma área de 36.48 km² e sua população era de 2443 habitantes segundo o censo de 2007.